# جون بارنز (مؤلف)
جون بارنز (بالإنجليزية: John Barnes)‏ (28 فبراير 1957، أنغولا في الولايات المتحدة)؛ كاتِب مُتخصِّص في أدب الأطفال، أستاذ جامعي وروائي أمريكي.